# Смирнов, Дмитрий Александрович (писатель)
Дми́трий Алекса́ндрович Смирно́в (1819—1866) — русский писатель, литературный критик и литературовед.

## Биография
Родился 4 (16) августа 1819 года в дворянской семье отставного подпоручика, в родовом имении Сущево, Владимирской губернии и уезда, в семи верстах от Владимира. Это имение было куплено в 1802 году его бабушкой по матери, Натальей Фёдоровной Лачиновой (урождённой Грибоедовой), у секунд-майора Сергея Ивановича Грибоедова, отца А. С. Грибоедова. 
Получил среднее образование в 1-й Московской гимназии и затем поступил, одновременно с Михаилом Стаховичем, на юридический факультет Московского университета, с которого как и Стахович перешёл на историко-филологическое отделение философского факультета, которое и окончил в 1841 году. Служил сначала в канцеляриях орловского губернатора и был откомандирован в распоряжение сенатора, ревизовавшего Орловскую и Калужскую губернии, а в 1845 году был выбран дворянством в должность заседателя Владимирской палаты гражданского суда. В 1851 году вышел в отставку.
Родственные связи со знаменитым писателем способствовали появлению у Смирнова интереса к жизни и деятельности А. С. Грибоедова. Собиранию материалов для биографии Грибоедова и литературной истории «Горя от ума» он посвятил более 26 лет, начав его ещё в период обучения в университете. Ещё мальчиком он знал лично мать писателя, Анастасию Фёдоровну, жившую почти безвыездно в Москве; в 1840 году он также познакомился с его товарищем Степаном Никитичем Бегичевым, а у него в доме с доктором прав Богданом Ивановичем Ионом, бывшим в течение 11 лет воспитателем Грибоедова. Смирнов, хорошо понимавший ценность их рассказов, записывал всё, что слышал. От Бегичева он получил письма к нему Грибоедова, первоначальный автограф «Горя от ума» и автограф трагедии-пародии «Дмитрий Донской»; от сестры писателя, Марии Сергеевны Дурново, он получил два подлинных портрета Грибоедова. Смирнов тщательно собирал воспоминания и рассказы о Грибоедове, усердно разыскивал его письма и другие бумаги, автографы его произведений и всевозможные материалы. Но обработать и напечатать он успел только часть собранных им обширных материалов — в журнале «Русское Слово» («Черновая тетрадь Грибоедова». — 1859. — № 4—6). В 1858 году Е. Н. Серчевский напечатал книгу А. С. Грибоедов и его сочинения (СПб., 1858. — 404 с.) и это вызвало публикацию в «Русском слове». Также Смирновым к 1859 году были подготовлены ещё две новые статьи по богатым материалам, хранившимся исключительно в одних его руках. Это были «Грибоедов и его критики» (в письме к князю В. Ф. Одоевскому он назвал её «Материалы для истории „Горе от ума“»), где сообщались во всех подробностях: история издания комедии, её текст с вариантами по редкостному автографу «Горе от ума», хранившемуся у С. Н. Бегичева, а также все появлявшиеся в печати критические статьи о комедии; в рукописи осталось лишь предисловие к «Горе от ума», написанное ещё в 1851 году. Вторая статья — «Материалы для биографии А. С. Грибоедова»; полемическая статья из неё в защиту Грибоедова против обвинений Д. В. Давыдова в статье М. Погодина — «А. П. Ермолов. Материалы для его биографии» («Русский Вестник». — 1863, XII) была напечатана уже после смерти Смирнова — в «Беседах в Обществе любителей Российской словесности» (1868, Вып. 2). Очень большая доля собранных материалов, включая множество автографов Грибоедова, была уничтожена пожаром, случившимся в Сущеве уже после смерти Смирнова, около 1870 года. В 1909 году в Санкт-Петербурге было напечатано «Из неизданных материалов Д. А. Смирнова к биографии А. С. Грибоедова: С портр. Д. А. Смирнова и примеч. М. М. Поливанова и Н. В. Шаломытова».
Комментарий Д. А. Смирнова к некоторым произведениям Грибоедова до сих пор считается одним из лучших в грибоедоведении.
В 1860-х годах Смирнов служил мировым посредником; к этому времени относятся его «Отрывки из записок мирового посредника», напечатанные под псевдонимом Владимир Нарпенский в «Эпохе», в 1864—1865 гг. Кроме того, он поместил в «Русской Беседе» повесть: «Жизнь и смерть Фомы Федоровича».
Скончался 29 января (10 февраля) 1866 года.